# Mniophilosoma
Mniophilosoma es un género de insecto coleóptero de la familia Chrysomelidae.

## Especies
- Mniophilosoma laeve Wollaston, 1854
- Mniophilosoma obscurum Gillerfors, 1986